# 中村京蔵
中村 京蔵（なかむら きょうぞう、1955年6月30日 - ）は日本の俳優、歌舞伎役者（女方）。本名は両川 宗男。屋号は京屋。定紋は京屋結び、替紋は向い雀。血液型はAB型。伝統歌舞伎保存会会員。
OBCの会計ソフトウェア「勘定奉行」のテレビCMで、奉行役を長年演じていることで知られている。

## プロフィール
東京都出身。1979年に法政大学文学部日本文学科を卒業し、歌舞伎の世界に入る。1980年、国立劇場歌舞伎養成所の研修生となる。1982年、国立劇場第6期歌舞伎俳優研修修了、同年9月四代目中村雀右衛門門下となり、同年10月中村京蔵を名乗る。
1994年、歌舞伎座｢鳥辺山心中｣仲居お雪にて名題に昇進。1999年5月、歌舞伎座賞を受賞。2002年3月『秋の河童』、2008年7月『義経千本桜』、2013年12月『主税と右衛門七』、2015年12月『東海道四谷怪談』で、それぞれ国立劇場奨励賞を受賞。2005年11月、伝統歌舞伎保存会会員、重要無形文化財保持者（総合認定）。2007年5月、第13回日本俳優協会賞受賞、第62回文化庁芸術祭舞踊部門新人賞受賞。
歌舞伎座や国立劇場等での国内公演のほか、海外での国際交流基金主催の歌舞伎レクチャーデモンストレーション公演でも活動する。また、国立劇場歌舞伎俳優養成所講師として後進の指導にも当たっている。